# Daphnia carvicervix
Daphnia carvicervix är en kräftdjursart som beskrevs av Ekman. Daphnia carvicervix ingår i släktet Daphnia och familjen Daphniidae. Inga underarter finns listade i Catalogue of Life.